# جیمز گوردون (بازیگر)
جیمز گوردون (انگلیسی: James Gordon؛ ۲۳ آوریل ۱۸۷۱ – ۱۲ مهٔ ۱۹۴۱) بازیگر سینمای صامت اهل ایالات متحده آمریکا بود.
از فیلم‌هایی که وی در آن نقش داشته‌است، می‌توان به داستان راهب پیر، ماجراهای جدید جی. روفوس والینگفورد و صفحه نخست اشاره کرد.